# Кеворк Тахмисян
Кеворк Тахмисян (роден на 31 март 1949 г.) е български футболист, атакуващ полузащитник. В кариерата си е играл за Черно море (Варна), ЦСКА (София), Спартак (Варна), Доростол (Силистра) и Белослав.

## Биография
По време на 15-годишната си състезателна кариера, продължила от 1969 г. до 1984 г., Тахмисян записва общо 200 мача с 41 гола в А група и 136 мача с 16 гола в Б група.
Родом от Варна, той е юноша на Черно море. Дебютира в елита на 20-годишна възраст през сезон 1969/70. За 5 години с „моряците“ изиграва 126 мача в А група и вкарва 27 гола. В началото на 1973 г. записва 4 мача за националния отбор по време на турне в Азия и Австралия.
През лятото на 1974 г. Тахмисян преминава в ЦСКА (София). Дебютира за отбора на 5 август 1974 г. при победа с 1:0 срещу Академик (София) в полуфинал за националната купа от сезон 1973/74. Турнирът завършва по-късно заради Световното първенство в Германия. Пет дни след това играе цял мач и във финала, в който „армейците“ побеждават Левски с 2:1 след продължения, печелейки първия си трофей с клуба. През сезон 1974/75 става и шампион на България с ЦСКА, като по време на кампанията записва 15 мача с 1 гол. Има също два мача в КНК срещу Динамо (Киев).
През 1975 г. Тахмисян се завръща в Черно море. Основен играч в състава през 1975/76, но в края на сезона отборът изпада от А група, а той преминава в Спартак (Варна). Играе за „соколите“ в продължение на 4 години (2 в А група и 2 в Б група). През 1980 г. преминава в Доростол (Силистра). Завършва кариерата си на 35-годишна възраст с екипа на Белослав.

## Успехи
ЦСКА (София)
- А група:
  -  Шампион: 1974/75
- Национална купа:
  -  Носител: 1973/74